# Comuna Dubravica, Zagreb
Dubravica este o comună în cantonul Zagreb, Croația, având o populație de 1.437 de locuitori (2011).

## Demografie
Componența etnică a comunei Dubravica
     Croați (98,19%)
     Necunoscut (0,35%)
     Neclasificat (1,39%)
Componența confesională a comunei Dubravica
     Catolici (97,49%)
     Necunoscută (0,7%)
     Alte religii (1,81%)
Conform recensământului din 2011, comuna Dubravica avea 1.437 de locuitori. Din punct de vedere etnic, majoritatea locuitorilor (98,19%) erau croați. Apartenența etnică nu este cunoscută în cazul a 0,35% din locuitori. Din punct de vedere confesional, majoritatea locuitorilor (97,49%) erau catolici. Pentru 0,7% din locuitori nu este cunoscută apartenența confesională.